# RAK Records
RAK Records war ein britisches Plattenlabel, das vornehmlich in den 1970er Jahren mit so genannter „Teenager-Musik“ große Erfolge produzierte. Der zugehörige Musikverlag hieß RAK Music Publishing. 
Gegründet wurde die Firma im Dezember 1969 von den Musikproduzenten Peter Grant und Mickie Most. Da Grant jedoch fast zeitgleich Manager der Yardbirds wurde, übernahm Most schon bald die alleinige Kontrolle.
RAK Records erste 27 Veröffentlichungen gelangten allesamt in die britischen Top 50. Alleine im Jahre 1973 erreichten von 18 Veröffentlichungen 14 die Top 30. Erste Single (RAK 101) war der von Most produzierte Titel If I Could in der Fassung von Julie Felix aus März 1970, die, mangels Veröffentlichung des Simon & Garfunkel-Hits in Großbritannien, dort Platz 19 erringen konnte.
Zu größeren Hiterfolgen kamen danach die von Most produzierten Hot Chocolate, die im Juli 1970 mit Love Is Life (RAK 103) ihre erste Single auf den Markt brachten. Er bastelte mit ihnen an einem identifizierbaren Sound, der letztlich aus einer bluesigen Mischung aus Orgel- und Gitarrenriffs bestand. Die Erfolgsformel war gefunden, denn Brother Louie (März 1973) oder You Sexy Thing (Oktober 1975) erlangten Millionensellerstatus. Bei RAK Records entwickelte sich fortan eine kreative Atmosphäre, die das Label zum erfolgreichsten britischen Label für Teen-Musik werden ließ.

Racey - Some Girls

Denn mit Nicky Chinn und Mike Chapman fand Labelinhaber Most im Juli 1971 zwei Autorentalente, die für Mud (Januar 1973), Suzi Quatro (April 1973), Smokie (April 1975) oder Racey (Juni 1978) Hits am Fließband schrieben und sie meist auch selbst produzierten. Raceys Lay Your Love On Me (November 1978) wurde alleine in Großbritannien 950.000 Mal umgesetzt (weltweit 2 Millionen) und wurde damit vorerst zur umsatzstärksten Single von RAK Records. Das übertraf im März 1979 Some Girls endgültig, denn der von Most selbst produzierte Hit wurde weltweit 5 Millionen Mal verkauft. Exile (September 1976), Kim Wilde (Januar 1981) oder Johnny Hates Jazz (März 1986) waren weitere Künstler im Katalog des Labels RAK Records, das bis Februar 1988 als Label sehr erfolgreich im Markt blieb. Mickie Most hatte sein Label bereits im Jahre 1986 an EMI verkauft, blieb jedoch als Verwaltungschef.
Weitere Künstler des RAK-Labels waren C.C.S., Cozy Powell, Chris Spedding, Smokie, Arrows oder Kim Wilde – und Mickie Most war stets auch Produzent, wodurch dieser doppelt verdiente. Mickie Most war einer der ersten Musikproduzenten, die ihre eigene Plattenfirma und ihr eigenes Aufnahmestudio besaßen.